# Mixa
Mixa (укр. Мікса, фр. Mixa) — французький бренд косметики, що спеціалізується на догляді за чутливою шкірою дорослих та дітей. Заснований у 1924 році в Парижі. Є частиною групи L'Oréal.

## Історія
Косметика Mixa з'явилася у 20-х роках XX століття на околицях Парижа, коли фармацевт лікар Роже відкрив власну аптеку. У стінах своєї аптеки він застосовував досвід змішування декількох активних компонентів для створення лікувальних мазей.
На той час у передмісті Парижа розташовувалися пральні, в яких жінки прали білизну руками. Від важкої роботи шкіра рук ставала сухою та пошкодженою. Вони звернулися до лікаря Роже з надією отримати ефективну лікарську допомогу. Це підштовхнуло фармацевта до створення мазі, яка могла б заспокоїти та пом'якшити дуже суху, огрубілу шкіру рук прачок. Попит на мазь виявився настільки значним, що зовсім скоро була заснована торгова марка під назвою Mixa. Її відмінністю від інших брендів став особливий метод виробництва засобів — мікс традиційних аптекарських інгредієнтів та крему. Це поклало початок історії експертного догляду за чутливою шкірою.

### Перший продукт Mixa
Перший продукт Mixa «Змішаний крем-пудра» був випущений у 1926 році. Він кардинально відрізнявся від традиційних косметичних засобів із в'язкою воскоподібною текстурою. Формула на основі крему й пудри була на той час інноваційною, несхожою на жоден косметичний продукт, створений протягом останніх 50 років.

### Поява дитячої лінійки Mixa Bebe
Демографічний бум у 1969 році посприяв створенню першої лінійки з догляду за дитячою шкірою. Серія Mixa Bebe була розроблена під дерматологічним та педіатричним контролем й складалася з 6 засобів, серед яких була дитяча присипка, молочко та шампунь для чутливої шкіри немовлят. Останній продукт, завдяки приємному медовому запаху і кольору, швидко набув популярності. Спочатку лінійка Mixa Bebe продавалася лише в аптеках. Але у 1975 році вона стала настільки відомою, що було прийняте рішення про розширення дистрибуції. З 1976 року косметику для дітей Mixa почали використовувати жінки для догляду за своєю чутливою шкірою.

### Розширення лінійок
- У 1997 році «Мікса» запускає знаковий продукт для догляду за сухою чутливою шкірою — відновлювальне молочко для тіла.[4]
- У 1999 році лінійка засобів з догляду за тілом стала № 1 у Франції та зберігає свої позиції й досі.
- У 2003 році компанія випускає свою першу лінійку з догляду за обличчям, яка складається зі зволожувальних кремів для зневодненої чутливої шкіри.
- У 2013 році з'явився перший СС крем Mixa, що став інновацією у догляді за чутливою шкірою, яка страждає від почервоніння, викликаного зовнішніми чинниками.

## Гами та продукти
Mixa надає спеціалізовані рішення для чутливої шкіри дорослих і дітей. У продуктах Mixa витримані суворі рецептурні принципи:
- відсутність парабенів та барвників у складі засобів
- ретельний відбір інгредієнтів спеціально для потреб чутливої шкіри;
- дерматологічний контроль готових формул;
- клінічно доведена безпека та ефективність.

Сьогодні Mixa — це бренд № 1 в категоріях «Догляд за тілом» та «Дитяча косметика» у Франції.

### Міжнародний асортимент
- Догляд за шкірою обличчя: засоби для очищення та догляду за чутливою шкірою, яка страждає від таких проблем, як зневоднення, сухість, почервоніння, поява недосконалостей, підвищена чутливість, а також продукти для антивікового догляду.
- Догляд за тілом: молочко, креми, олії.
- Догляд за губами: бальзами для губ.
- Догляд за шкірою рук: зволожувальні та відновлювальні креми.
- Косметика для дітей.
- Сонцезахисні засоби.

### Основні інгредієнти
- У засобах для зневодненої шкіри: гіалуронова кислота, гліцерин, екстракт троянди.
- У засобах для сухої шкіри: олія каріте, олія примули, комплекс поживних інгредієнтів.
- У засобах для шкіри з почервонінням: екстракт арніки, вітамін В3, кофеїн.
- У засобах для шкіри з недосконалостями: цинк, силікат S.
- У лінійці засобів з догляду за тілом: алантоїн, вівсяне молоко, гліцерин.
- У лінійці засобів з догляду за ніжною шкірою немовлят: пантенол, гліцерин.

## Mixa в Україні
Бренд Mixa представлений на українському ринку з 2017 року.
Сьогодні українським покупцям доступні наступні лінійки:
- гама засобів з догляду за обличчям: засоби для очищення та зняття макіяжу, зволожувальні й поживні креми для чутливої шкіри різних типів, ВВ та СС-креми;
- гама засобів з догляду за тілом: креми для рук, молочко і бальзам для тіла;
- дитяча косметика: міцелярний шампунь, зволожувальний крем, очищувальний гель-піна, а також універсальний цика-крем для малюків від 3 років.

Всі засоби призначені для догляду за чутливою шкірою обличчя й тіла та вирішують такі завдання, як зволоження, живлення, боротьба з почервоніннями та недосконалостями.